# Флиант
Флиант (Phlias) в гръцката митология е син на Кейс, царят на Аргос и Хтонофила и внук на Темен и баща на Дамеон.
Според други източници Флиант е син на Дионис и Аретирея (дъщеря на Арас) или на Ариадна. Флиант е аргонавт. Той е женен за Хтонофила, дъщерята на Сикион, цар на Сикион.
Двамата имат син Андродамант.
Град Флиунт на Пелопонес носи неговото име.